# Aichryson laxum
Aichryson laxum, de nombre común gongarillo canario, es una especie tropical con hojas suculentas de la familia de las crasuláceas.

## Descripción

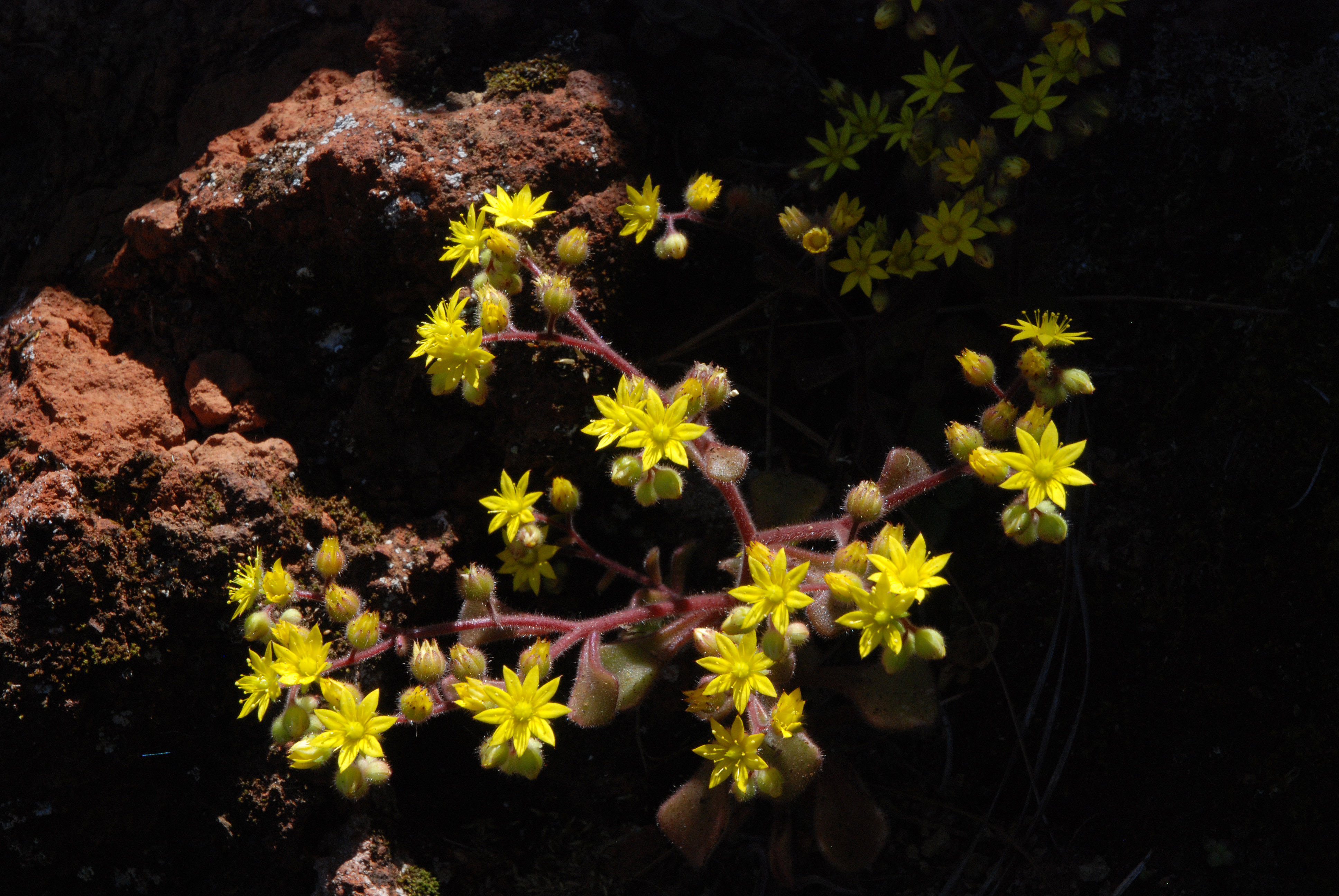
Inflorescencia

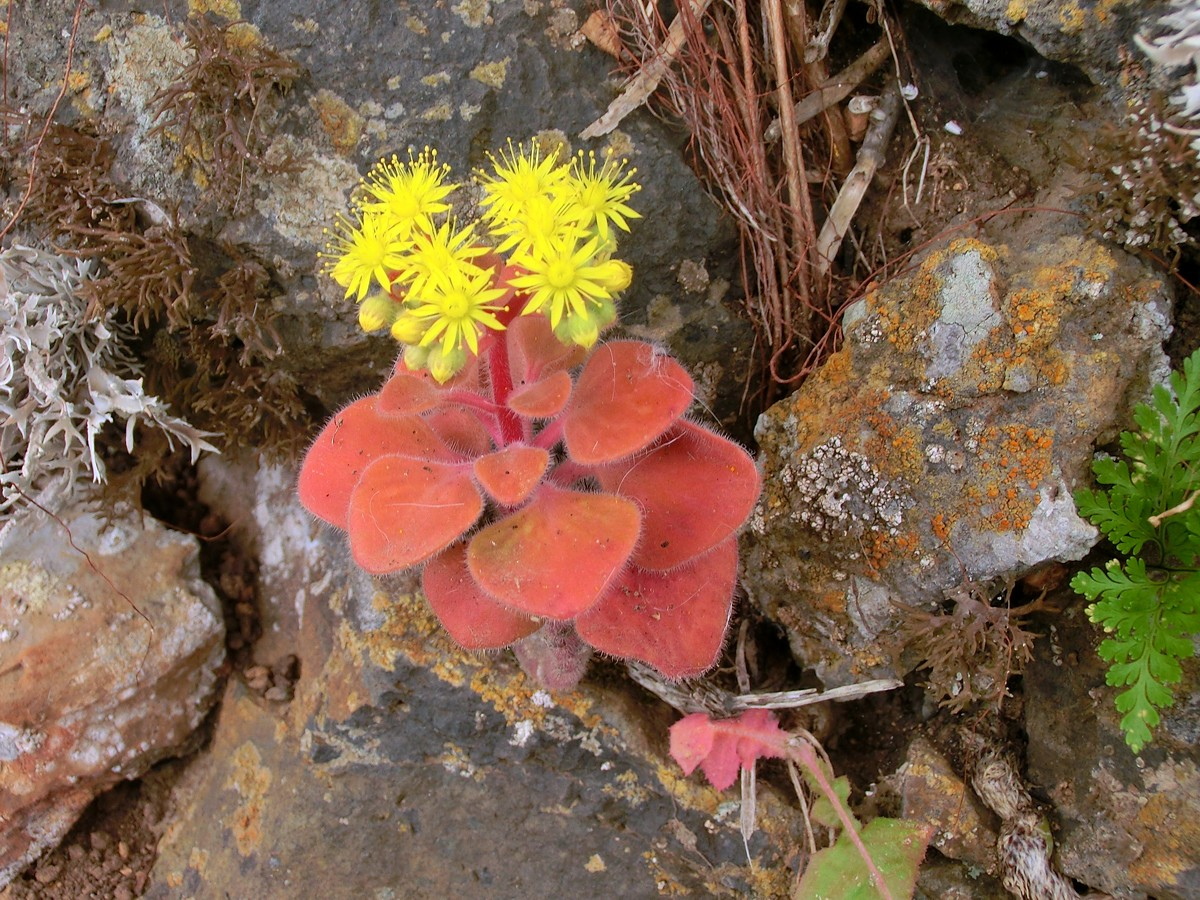
planta con hojas rojas

Pertenece al grupo de especies herbáceas vellosas. Se diferencia por el filo de las hojas, que es más ancho cerca de la base. Los pelos no tienen punta glandular y las hojas carecen de glándulas negras en los bordes.

## Distribución
Aichryson laxum es un endemismo en todas las Islas Canarias salvo en Lanzarote.

## Taxonomía
El género fue descrito por (Haw.) Bramwell  y publicado en Inst. Nat. Invest. Agron. 28: 207. 1968.
Etimología
Ver: Aichryson
laxum: epíteto latino que significa "laxo, flojo, poco apretado", aludiendo a las hojas blandas de esta planta.
Sinonimia
- Aeonium laxum (Haw.) Webb & Berthel.
- Aichryson dichotomum (DC.) Webb & Berthel.
- Aichryson dichotomum var. hamiltonii Regel
- Aichryson laxum f. subglabrum G.Kunkel
- Sedum dichotomum (DC.) Raym.-Hamet
- Sempervivum annuum C.Sm. ex Link
- Sempervivum dichotomum DC.
- Sempervivum laxum Haw.[4][5]